# Jacobswoude

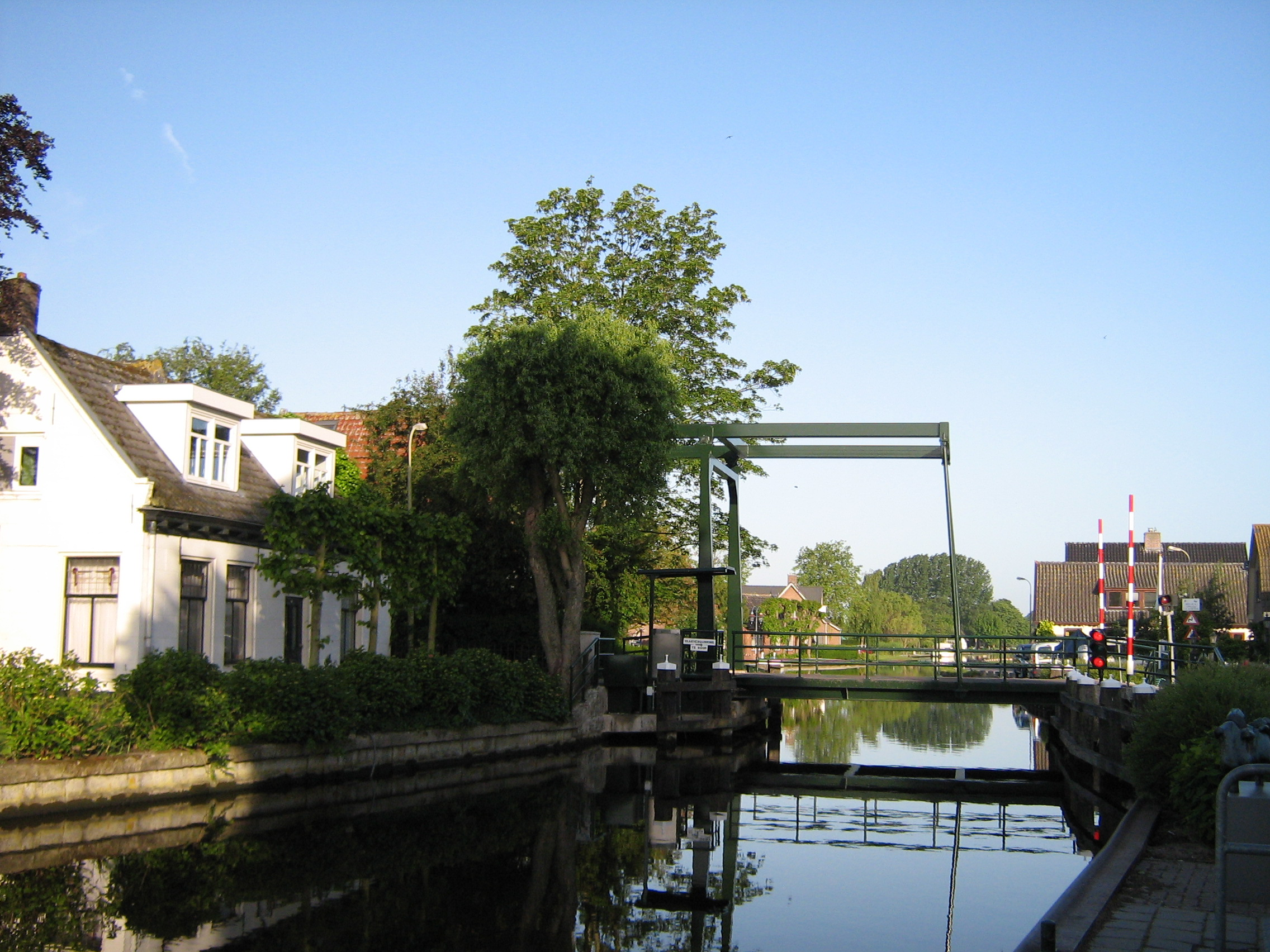
Bilderdam.

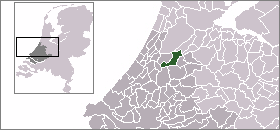
Lägeskarta

Jacobswoude är en historisk kommun i provinsen Zuid-Holland i Nederländerna. Kommunens totala area är 41,54 km² (där 4,88 km² är vatten) och invånarantalet är på 10 692 invånare (2004).